# رهایش کن (فیلم ۲۰۲۰)
رهایش کن (به انگلیسی: Let Him Go) یک فیلم سینمایی درام و وسترن آمریکایی محصول سال ۲۰۲۰ به تهیه کنندگی، نویسندگی و کارگردانی توماس بزوچا، براساس رمانی به همین نام ساخته لری واتسون در سال ۲۰۱۳ ساخته شده‌است. در این فیلم کوین کاستنر و داین لین به عنوان یک کلانتر بازنشسته و همسرش بازی می‌کنند که پس از مرگ پسرشان به دنبال یافتن تنها نوه خود هستند.
این فیلم به صورت اکران سینمایی در تاریخ ۶ نوامبر سال ۲۰۲۰ توسط کمپانی فوکس فیچرز در ایالات متحده آمریکا منتشر شد و نظرات مثبتی به طور کلی از منتقدان دریافت کرد.

## داستان
در سال ۱۹۶۳ مونتانا، کلانتر بازنشسته جورج بلکلیج (کاستنر) و همسرش مارگارت (لین)، با پسرشان جیمز (رایان بروس)، همسر او، لورنا (کایلی کارتر) و نوه تازه متولد شده خود، جیمی زندگی می‌کنند. جیمز وقتی از اسب افتاد و گردنش شکست، کشته می‌شود.
سه سال بعد، لورنا با دونی وبوی (ویل بریتین) ازدواج می‌کند، که مارگارت می‌بیند از نظر جسمی بدرفتار است. اندکی پس از آن، دونی با لورنا و جیمی شهر را ترک کرد و باعث نگرانی جورج و مارگارت در مورد امنیت جیمی شد.

## بازیگران
- داین لین در نقش مارگارت بلک بلجد
- کوین کاستنر در نقش جورج بلکلید
- لسلی منویل در نقش بلانش وبوی
- ویل بریتین در نقش دونی وبوی بازی خواهد کرد
- جفری داناوان در نقش بیل وبوی
- کیلی کارتر
- بوبو استوارت در نقش پیتر دراگسولف

## تولید
این فیلم در فوریه سال ۲۰۱۹ اعلام شد، توماس بزوچا فیلمنامه خود را بر اساس رمان لری واتسون کارگردانی کرد و کوین کاستنر و داین لین نیز به عنوان بازیگر نقش اصلی را داشتند. بزوچا همچنین تهیه کنندگی این فیلم را با پائولا مازور و میچل کاپلان بر عهده دارد. فیلمبرداری در آوریل ۲۰۱۹ در کلگری آغاز شد و لسلی منویل، ویل بریتین، جفری داناوان و کایلی کارتر به جمع بازیگران اضافه شدند. بوبو استوارت در ماه مه اضافه شد. فیلمبرداری تا ۱۷ مه ادامه داشت.

## پخش
این فیلم توسط فوکس فیچرز در تاریخ ۶ نوامبر سال ۲۰۲۰ منتشر شد. پیش از این قرار بود در ۲۱ اوت سال ۲۰۲۰ اکران شود اما به دلیل دنیاگیری کروناویروس به تأخیر افتاد.

## باکس آفیس
بگذار برود در اولین روز نمایش خود از ۲٬۴۵۴ سالن سینما ۱٫۵ میلیون دلار درآمد کسب کرد، از جمله ۱۵۰٬۰۰۰ دلار از پیش نمایش‌های پنجشنبه شب. این فیلم برای اولین بار به ۴٫۱ میلیون دلار رسید و دومین فیلم متوالی فوکوس فیچرز بود که پس از Come Play هفته قبل در ردیف باکس آفیس قرار گرفت. مخاطبان ۶۶٪ بالای ۳۵ سال بودند که ۵۲٪ آنها زن بودند.

## پذیرش انتقادی
در وب سایت بازبینی جمعی راتن تومیتوز، این فیلم براساس ۱۱۵ بررسی، با میانگین امتیاز ۶٫۸۰ / ۱۰، دارای امتیاز تأیید ۷۷٪ است. سایت منتقدان آمده‌است: «بگذار برود ترکیب ناموزون درام بزرگسالان و انتقام است هیجان انگیز توسط کار قوی هموار از بازیگران کهنه جامد." از نظر متاکریتیک، این فیلم دارای نمره میانگین ۶۴ از ۱۰۰ براساس ۳۳ منتقد است که نشان دهنده «بررسی‌های معمول مطلوب» است. مخاطبان نظرسنجی شده توسط سینماسکور به فیلم میانگین نمره "B–" در مقیاس A + به F دادند، در حالی که PostTrak گزارش داد که ۸۲٪ از مخاطبان به فیلم امتیاز مثبت دادند، ۵۰٪ گفتند که قطعاً آن را توصیه می‌کنند.
اوون گلیبرمن از گروه ورایتی با تمجید از بازی‌های کاستنر و لین گفت: «همه آنها را در یک فیلم ژانر به دست می‌آورند که تعلیق را از احساسات صادقانه درمی‌آورد.» باری هرتس در حال نوشتن برای گلوب اند میل، ۳ ستاره از ۴ ستاره را به فیلم داد و گفت: «یک تریلر ماهرانه اجرا شده با هدف محدود یک جمعیت – مخاطبان بالای ۵۰ سال که کمی خشونت را با درام‌های آخر عمر خود دوست دارند – اما موفق می‌شود سرگرم کردن فقط در مورد هر کسی که در مسیر غبارآلود و غرق در خون خود قرار می‌گیرد.»